# سيسكو ميراكي
سيسكو ميراكي شركة تصنيع معدات شبكات تقنيات معالجة المعلومات ومقرها في سان فرانسيسكو. أصل تسميتها كلمة يونانية (ميراكي) تعني: عمل شيء ما بالروح وبإبداع أو بحب.

## تاريخها
أسس شركة ميراكي كل من سانجيت بيسوفاس وجون بيكيت وهانس روبرتسون. كان ذلك في عام 2006 وبتمويل من قبل جوجل وسيكويا كابيتل.
اعتمدت الشركة جزئيًا على مشروع روف نت لـمعهد ماساتشوستس للتكنولوجيا (MIT Roofnet)، وهو شبكة تجريبية من معيار 802.11b/g ذات هيكل شبكي (mesh) طورها مختبر علوم الكمبيوتر والذكاء الاصطناعي في معهد ماساتشوستس للتكنولوجيا.
بدأت الشركة في ماونتن فيو بكاليفورنيا قبل الانتقال إلى سان فرانسيسكو وقد قامت بتوظيف الأشخاص الذين عملوا في مشروع روف نت لمعهد ماساتشوستس للتكنولوجيا.
في 18 نوفمبر 2012 ، استحوذت شركة سيسكو سيستمز على ميراكي مقابل 1.2 مليار دولار.

## منتجاتها وطريقة عملها
ينقسم عرض الشركة إلى جزأين: وحدة تحكم مستضافة على السحابة في صيغة البرمجيات كخدمة (SaaS) ومعدات مادية (أجهزة)، فهي تعتمد على هندسة تقنيات سحابية هجينة (Hybrid Cloud).
المحور المركزي لنظام اشتغال الأجهزة هو لوحة القيادة التي تستضيفها الشركة بالكامل على السحابة وتسمى بالمتحكم السحابي أو Cloud Controller. تسمح وحدة التحكم (على السحابة) بإعداد المعدات قبل توزيعها ونشرها لدى شركات الزبون وبعد عملية التوزيع والنشر، مما يقلص بشكل كبير الوقت الذي تستغرقه عادة تثبيت ونشر مثل هذه المعدات لو جُهزت الواحة تلو الأخرى بالطرق التقليدية. وبالتالي يمكننا تلخيص فوائد هذه التقنية الهجينة (لوحة القيادة على السحابة  + معدات محلية) في النقاط التالية :
- هندسة أو بنية مبسطة: لكون "وحدات التحكم" المستخدمة في البنية التحتية التقليدية لشبكات واي فاي مستضافة هي الأخرى لدى ميراكي مما يجنب شركات الزبائن صيانتها ويمَكِّنُهم من اقتصاد الأموال التي ترصد عادة لعمليات الصيانة.
- تبسيط التثبيت: بفضل محطات التوصيل والتشغيل، والتي يكفي أن تُثبت لكي يتم إعدادها تلقائيًا من طرف المتحكم السحابي.
- إدارة مركزية: يمكن الوصول إليها باستعمال متصفح إنترنت بسيط.
- تسهيل عملية التحديثات والتي تُدار مباشرة من قبل الشركة المصنعة (سيسكو ميراكي).
- خروج تدفق الإنترنت محليا: بالرغم من أن إدارة إعدادات محطات التوصيل والتشغيل يتم من وحدة التحكم السحابية، فإن تدفق الإنترنت يخرج محليا مباشرةً من الأجهزة المحلية عبر توصيل الإنترنت.

## حادث فقدان بيانات العملاء
تسبب خطأ في التكوين في فقدان بيانات العملاء وقد ورد تفصيل الحادث في بيان رسمي للشركة والذي نصُّه :
"في 3 أغسطس 2017 ، أجرى فريق هندسي تغييرًا غير مناسب في التكوين أو الإعداد لخدمة تخزين العناصر المستضافة في السحابة بمنطقة أمريكا الشمالية. ونتيجة لذلك الخطأ، تم حذف البيانات التي تم تحميلها قبل الساعة 11:20 صباحًا بتوقيت المحيط الهادئ في 3 أغسطس". وتابع البيان رغبة منه في طمأنة العملاء "فرقنا الهندسية تعمل في نهاية هذا الأسبوع لمعرفة البيانات التي يمكن استعادتها".
في 7 أغسطس، أعلنت سيسكو سيستمز أنه يمكن استرداد بعض البيانات الموجودة على خدمة ذاكرة التخزين المؤقت. و في 9 أغسطس ، أُبلغ العملاء أن جهود الاسترداد لا تزال جارية ، لكنهم "لا يتوقعون أن يتمكنوا من استرداد معظم الأصول المحذوفة".